# Желимир Жилник
Желимир Жилник (Ниш, 8. септембар 1942) је српски филмски редитељ и сценариста, претежно документарних филмова. Најпознатији као једна од главних личности југословенског црног таласа филмског покрета 1960-их и 1970-их.

## Биографија

### Младост
Рођен је 8. септембра 1942. у логору на Црвеном крсту у Нишу, где је његова мајка била заточена. Пошто су његови родитељи Слободан и Милица погинули током рата, одрастао је са породицом своје мајке у Земуну. Његова мајка Српкиња Милица Маша Шуваковић  је погубљена у концентрационом логору у децембру 1942. године, након чега је тромесечни Желимир пуштен из логора након чега су га одгајали баба и деда по мајци. Његовог оца, Словенца Конрада „Слободана“ Жилника који се борио као део партизанских герилаца у јужној Србији, заробили су и убили четници у марту 1944. године, а постхумно је одликован као југословенски народни херој. На њега је посебно утицао ујак Миленко Шуваковић, који је био позоришни редитељ.
Као младић, Жилник је био уредник комунистичког часописа под називом Трибина младих. Као студент, изабран је да учествује у међународном програму културне размене у Њујорку, где се први пут сусрео са филмовима који су се бавили друштвеном и политичком критиком. По повратку у Југославију, учествовао је у филмском клубу и ангажован је као асистент на једном филму редитеља Душана Макавејева.

### Каријера
Почев од 1967. године, Жилник се укључио у филмску продукцијску кућу Неопланта. Компанија је отворила пут значајној промени југословенске кинематографије продукцијом филмова који су истраживали друштвено-политичке критике, што је на крају довело до југословенског црног таласа филмског стваралаштва.
Док је Жилник снимио свој трећи кратки филм „Незапослени људи“ (1969. године), већ је постао признати филмски стваралац. „Незапослени људи“ је критиковала Комунистичка партија Југославије због приказа радника и ситуације са незапосленошћу у Југославији.
Године 1969. Жилник је објавио свој играни филм „Рани радови“. Филм, који је био алузија на ране списе Карла Маркса, критиковао је југословенски комунистички режим и приказивао убиство младе жене по имену Југослава од стране њених другова након што њихови револуционарни идеали нису успели да се спроведу. Поред тога, „приказивао је директну везу између секса и политике“ са коришћењем голог тела за шокантни ефекат, што је у то време било широко табуирано. Након што је првобитно приказан публици, власти су наложиле Жилнику и продукцијској кући Авала Филм да обуставе продукцију. Жилник је одбио и изведен је пред суд, где је успешно одбранио филм. Послан је на 19. Берлински међународни филмски фестивал где је добио награду Златни медвед.
Забрањивање његовог трећег филма, Црни филм (иронична верзија синхронизације црног таласа) 1971. године и каснијих радова довело је Жилника у краткотрајно егзилско стање у Западној Немачкој. Тамо је снимао филмове који су критиковали гастарбајтере и бавили се осетљивим немачким друштвеним темама. Немачка реакција је била негативна и био је приморан да се врати у своју домовину.
По повратку у Југославију, кратко је радио у позоришној продукцији, али се убрзо вратио свом претходном раду са документарним филмовима. Од 1977. до 1990. године, првенствено је снимао телевизијске филмове, али и два играна филма, заједно са мини-серијом и неколико кратких филмова.
Године 1986. снимио је филм „Лијепе жене пролазе кроз град“, постапокалиптични научнофантастични филм који је предвидео да ће националистичке тензије на крају довести до распада Југославије. Његова црна комедија из 1988. године „Тако се калио челик“ била је номинована за награду Златни Свети Ђорђе на 16. Московском међународном филмском фестивалу у Совјетском Савезу.
Године 1994. написао је сценарио (са главним глумцем Драгољубом Љубичићем) и режирао филм „Тито по други пут међу Србима“. Његов играни филм из 1995. године, „Дупе од мрамора“, био је поглед на мит изграђен око мушкости мушкарца као ратника и вође. Био је пријављен на 19. Московски међународни филмски фестивал.

### Наслеђе
Жилник се сматра једним од најпознатијих редитеља југословенског црног таласа шездесетих и седамдесетих година 20. века.
Ман (2010) каже да Жилник „слободно и независно стоји као хуманиста који није везан ни за један политички систем или државу, није везан формалностима индустрије и није везан ни за један конвенционални облик уметничког изражавања“ и да су „од почетка па надаље његови филмови били пркосни, бестидни, преувеличани, очигледно иронични, еротски, крвави, антиромантични, антиидеални, узбуњивачи, крше табуе, нискобуџетни и веома контроверзни“. Научник Роланд Хсу са Универзитета Станфорд пише да „вероватно не постоји филмски стваралац који је истраживао динамику послератне европске политике, економије и културе са више упорности и снаге“ од Жилника. Његов посебан стил режије препознат је као пионирски у жанру документарне драме или „доку-фикције“. Многи његови филмови се виде као пророчанство будућих догађаја, као што су распад Југославије, економска транзиција из социјализма у неолиберализам, ерозија радничких права и шира питања везана за рад и миграције.
Жилнику је 2019. године приређена велика ретроспектива каријере у Центру Помпиду у Паризу, која је укључивала наруџбину за ново дело. Пред крај 2019. године Жилник је такође добио преглед касне каријере у Филмском центру Крос-Ап у Лондону.
Добитник је више филмских награда, између осталих и Награде за животно дело Београдског фестивала документарног и краткометражног филма 2013. године. Добитник је Награде Централноевропске иницијативе на 30. Филмском фестивалу у Трсту 2019. године.

## Филмске режије
| Год.     | Назив                                                     | Жанр | Награда |
| -------- | --------------------------------------------------------- | ---- | ------- |
| 1960.-те |                                                           |      |         |
| 1967.    | Журнал о омладини на селу зими (документарни кратки филм) |      |         |
| 1967.    | Пионири малени (документарни кратки филм)                 |      |         |
| 1967.    | Лаку ноћ, Шњука (кратак филм)                             |      |         |
| 1968.    | Незапослени људи (документарни кратки филм)               |      |         |
| 1969.    | Липањска гибања (документарни кратки филм)                |      |         |
| 1969.    | Рани радови                                               |      |         |
| 1970.-те |                                                           |      |         |
| 1971.    | Црни филм (документарни кратки филм)                      |      |         |
| 1971.    | Жене долазе                                               |      |         |
| 1973.    | Устанак у Јаску (документарни кратки филм)                |      |         |
| 1975.    | Наведене зграде                                           |      |         |
| 1975.    | Јавно погубљење                                           |      |         |
| 1976.    | Рај                                                       |      |         |
| 1976.    | Збогом                                                    |      |         |
| 1978.    | Плацмајстри (документарни кратки филм)                    |      |         |
| 1979.    | Седам мадарских балада (ТВ)                               |      |         |
| 1980.-те |                                                           |      |         |
| 1980.    | Истарски Италијани (ТВ)                                   |      |         |
| 1981.    | Вера и Ержика (ТВ)                                        |      |         |
| 1982.    | Драгољуб и Богдан (документарни филм)                     |      |         |
| 1983.    | Друга генерација                                          |      |         |
| 1984.    | Станимир силази у град (ТВ)                               |      |         |
| 1985.    | Све звезде (документарни кратки филм)                     |      |         |
| 1986.    | Посрнуле овчице (ТВ)                                      |      |         |
| 1986.    | Лијепе жене пролазе кроз град                             |      |         |
| 1986.    | Београде, добро јутро (ТВ)                                |      |         |
| 1988.    | Вруће плате (серија)                                      |      |         |
| 1988.    | Бруклин - Гусиње (ТВ)                                     |      |         |
| 1989.    | Тартиф                                                    |      |         |
| 1989.    | Тако се калио челик                                       |      |         |
| 1989.    | Стара машина (ТВ)                                         |      |         |
| 1990.-те |                                                           |      |         |
| 1993.    | Тито по други пут међу Србима (документарни филм)         |      |         |
| 1995.    | Дупе од мрамора                                           |      |         |
| 1999.    | Куд плови овај брод                                       |      |         |
| 2000.-те |                                                           |      |         |
| 2001.    | Тврђава Европа                                            |      |         |
| 2003.    | Кенеди се враћа кући (документарни филм)                  |      |         |
| 2005.    | Где је Кенеди био 2 године? (документарни кратки филм)    |      |         |
| 2005.    | Европа преко плота (документарни филм)                    |      |         |
| 2007.    | Кенеди се жени                                            |      |         |
| 2009.    | Стара школа капитализма                                   |      |         |
| 2013.    | Пирика на филму                                           |      |         |
| 2014.    | Наш човек у Габону                                        |      |         |
| 2015.    | Дестинација Сербистан                                     |      |         |
| 2018.    | Најлепша земља на свету                                   |      |         |
| 2018.    | Among the People: Life & Acting                           |      |         |
| 2025.    | Слобода или барбаризам                                    |      |         |

## Филмски сценарији
| 1960.-те |                                                        |
| 1968.    | Незапослени људи (документарни кратки филм)            |
| 1969.    | Рани радови                                            |
| 1970.-те |                                                        |
| 1971.    | Црни филм (документарни кратки филм)                   |
| 1971.    | Жене долазе                                            |
| 1987.    | Анђео чувар                                            |
| 1973.    | Устанак у Јаску (документарни кратки филм)             |
| 1980.-те |                                                        |
| 1982.    | Драгољуб и Богдан (документарни филм)                  |
| 1983.    | Друга генерација                                       |
| 1985.    | Све звезде (документарни кратки филм)                  |
| 1986.    | Лијепе жене пролазе кроз град                          |
| 1986.    | Београде, добро јутро (ТВ)                             |
| 1988.    | Бруклин - Гусиње (ТВ)                                  |
| 1989.    | Тако се калио челик                                    |
| 1990.-те |                                                        |
| 1993.    | Тито по други пут међу Србима (документарни филм)      |
| 1995.    | Дупе од мрамора                                        |
| 1999.    | Куд плови овај брод                                    |
| 2000.-те |                                                        |
| 2003.    | Кенеди се враћа кући (документарни филм)               |
| 2005.    | Где је Кенеди био 2 године? (документарни кратки филм) |
| 2005.    | Европа преко плота (документарни филм)                 |
| 2007.    | Кенеди се жени                                         |
| 2009.    | Стара школа капитализма (документарни филм)            |

## Улоге
| Год.  | Назив                  | Улога |
| ----- | ---------------------- | ----- |
| 1985. | Тајванска канаста (ТВ) |       |